# Leszek Suski
Leszek Suski (15 de abril de 1930-19 de abril de 2007) fue un deportista polaco que compitió en esgrima, especialista en la modalidad de sable. Ganó una medalla de bronce en el Campeonato Mundial de Esgrima de 1953 en la prueba por equipos.

## Palmarés internacional
| Campeonato Mundial | Campeonato Mundial | Campeonato Mundial | Campeonato Mundial |
| Año                | Lugar              | Medalla            | Prueba             |
| ------------------ | ------------------ | ------------------ | ------------------ |
| 1953               | Bruselas (Bélgica) | Medalla de bronce  | Sable por equipos  |